# Église de Mariehamn
L'Église Saint-Georges de Marienhamn (suédois : S:t Görans kyrka) est une église située à Mariehamn en Finlande dans la région d'Åland.  

## Présentation
Elle a été construite en  1926 et 1927, selon les plans de l'architecte Lars Sonck, par le  maître maçon Lindholm Fritjof. Les vitraux sont de Bruno Tuukkanen.
La tour de l'église culmine à 30 mètres de hauteur. 
Son orgue à 37 jeux est le plus grand des îles d'Åland. Il a été construit en 1969 puis complété en 1982 par la fabrique d'orgues Grönlund de Gammelstad. 

## Galerie

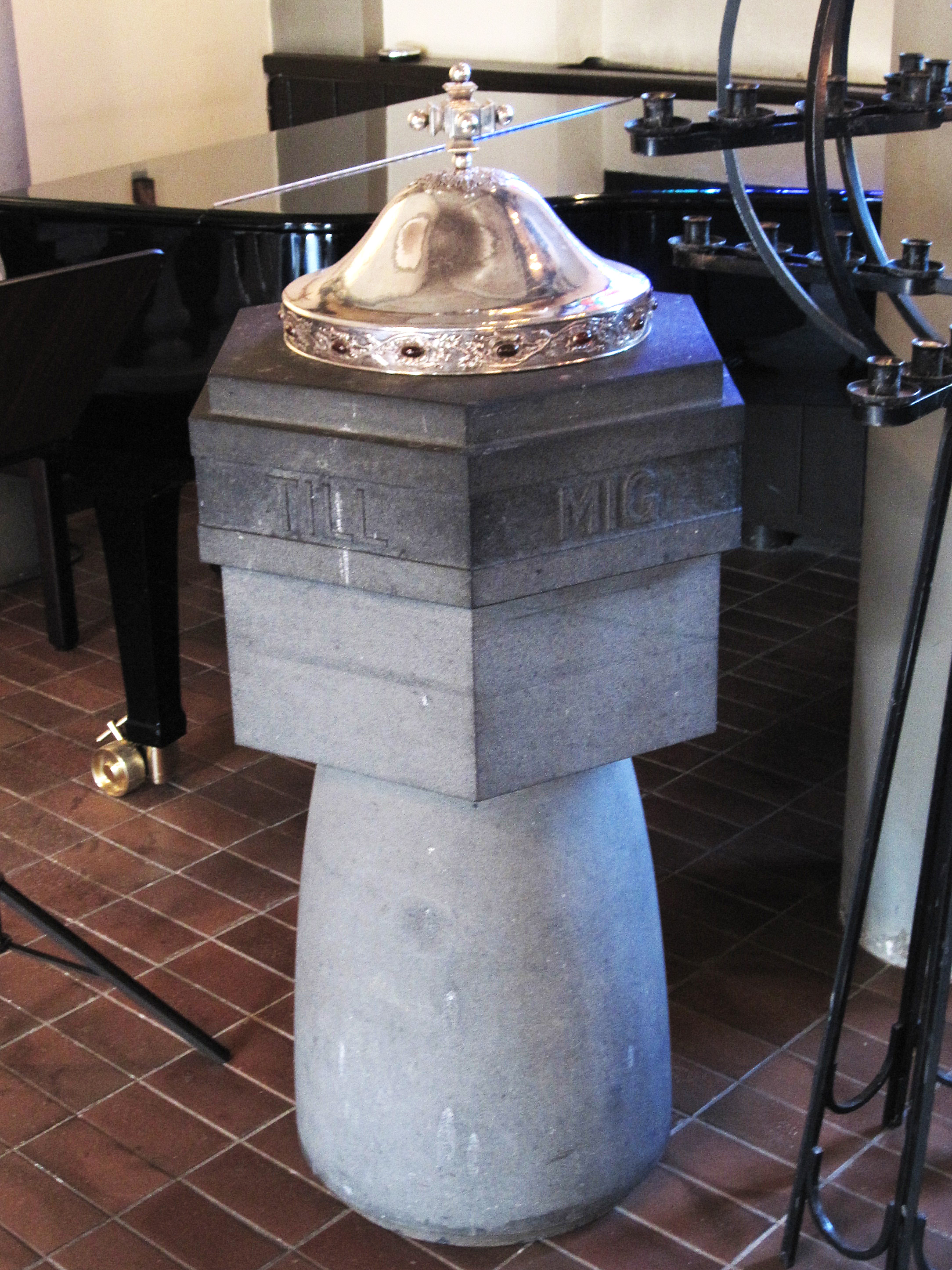
les fonts baptismaux
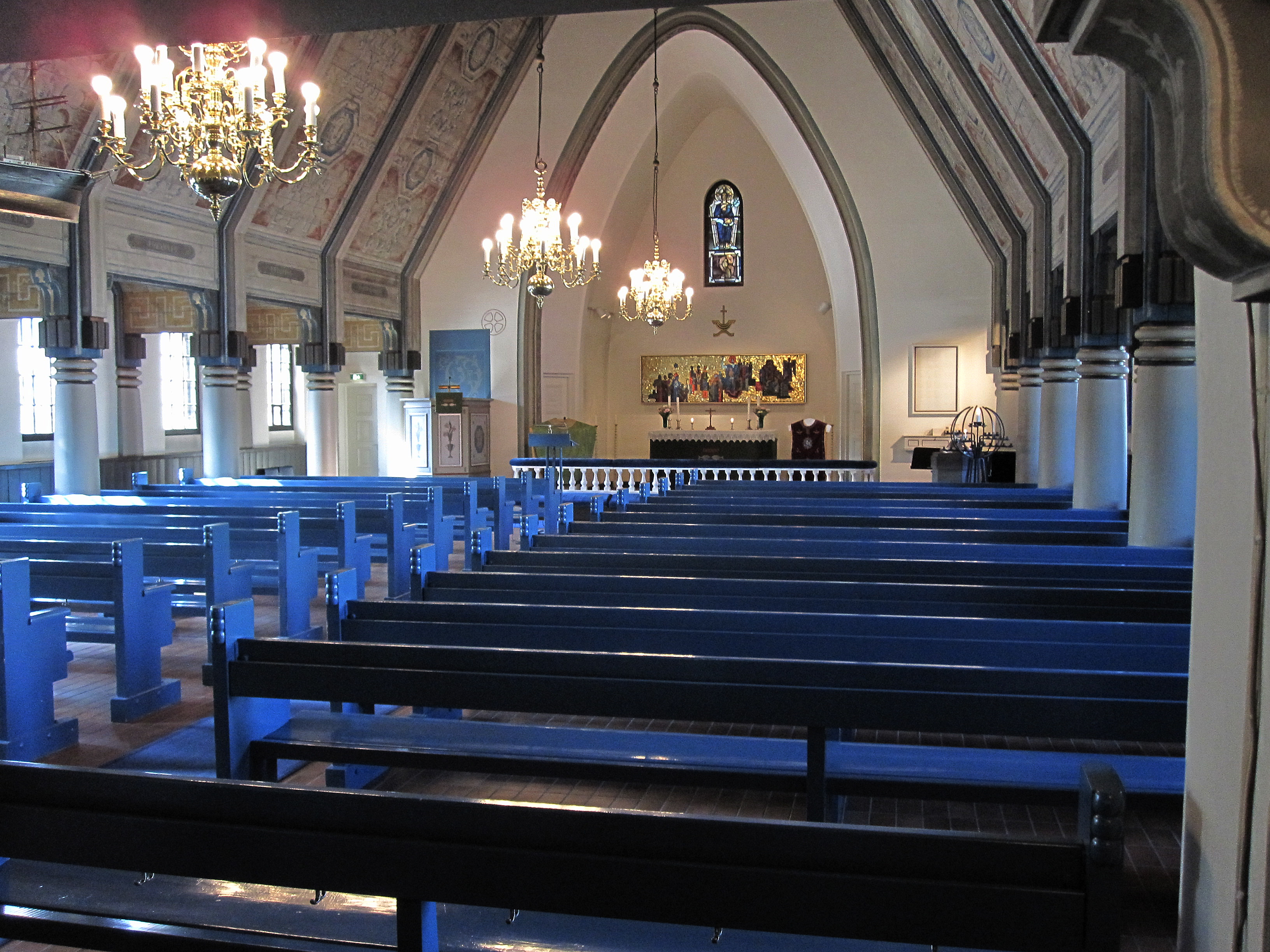
La nef.
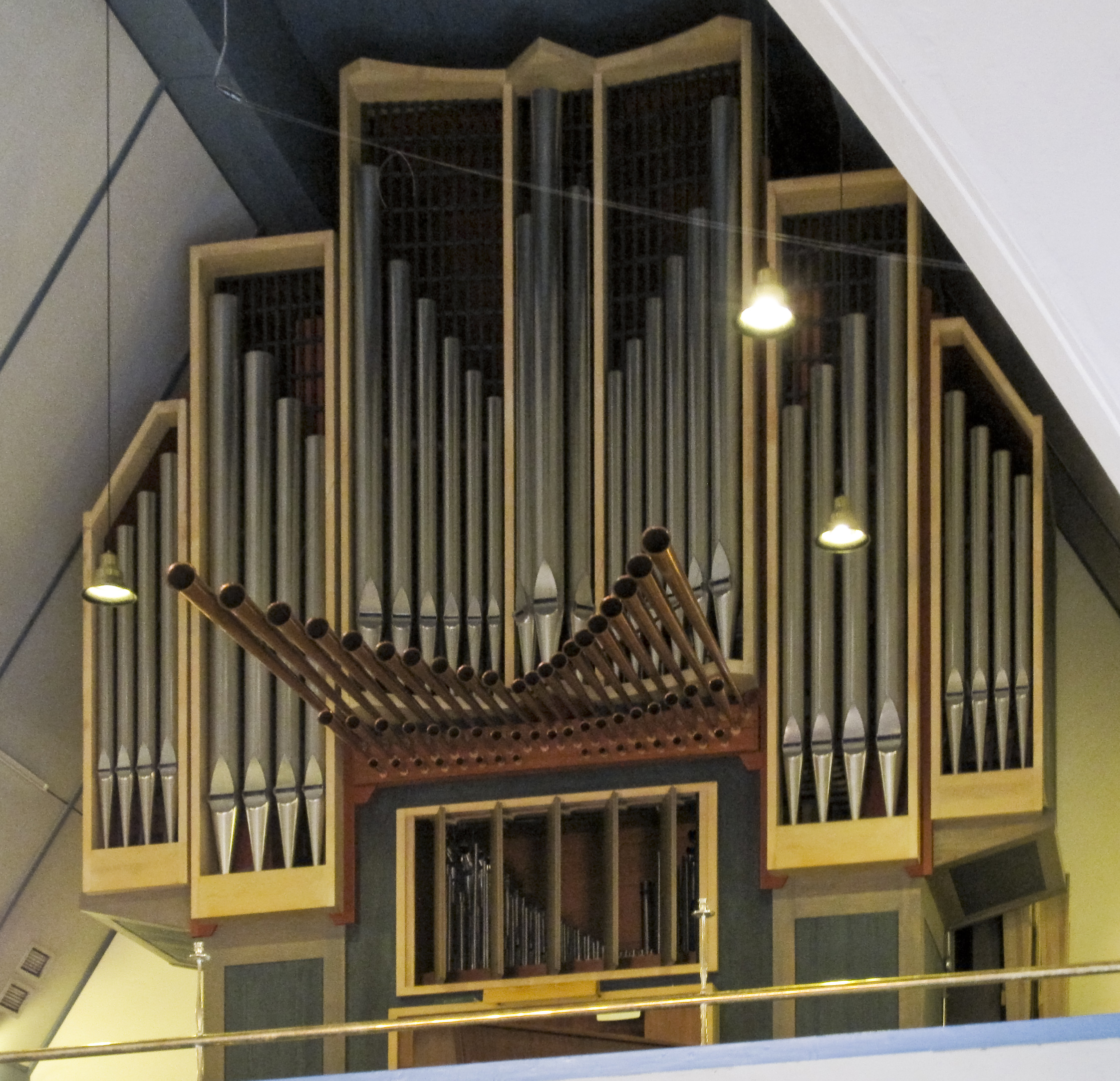
L'orgue
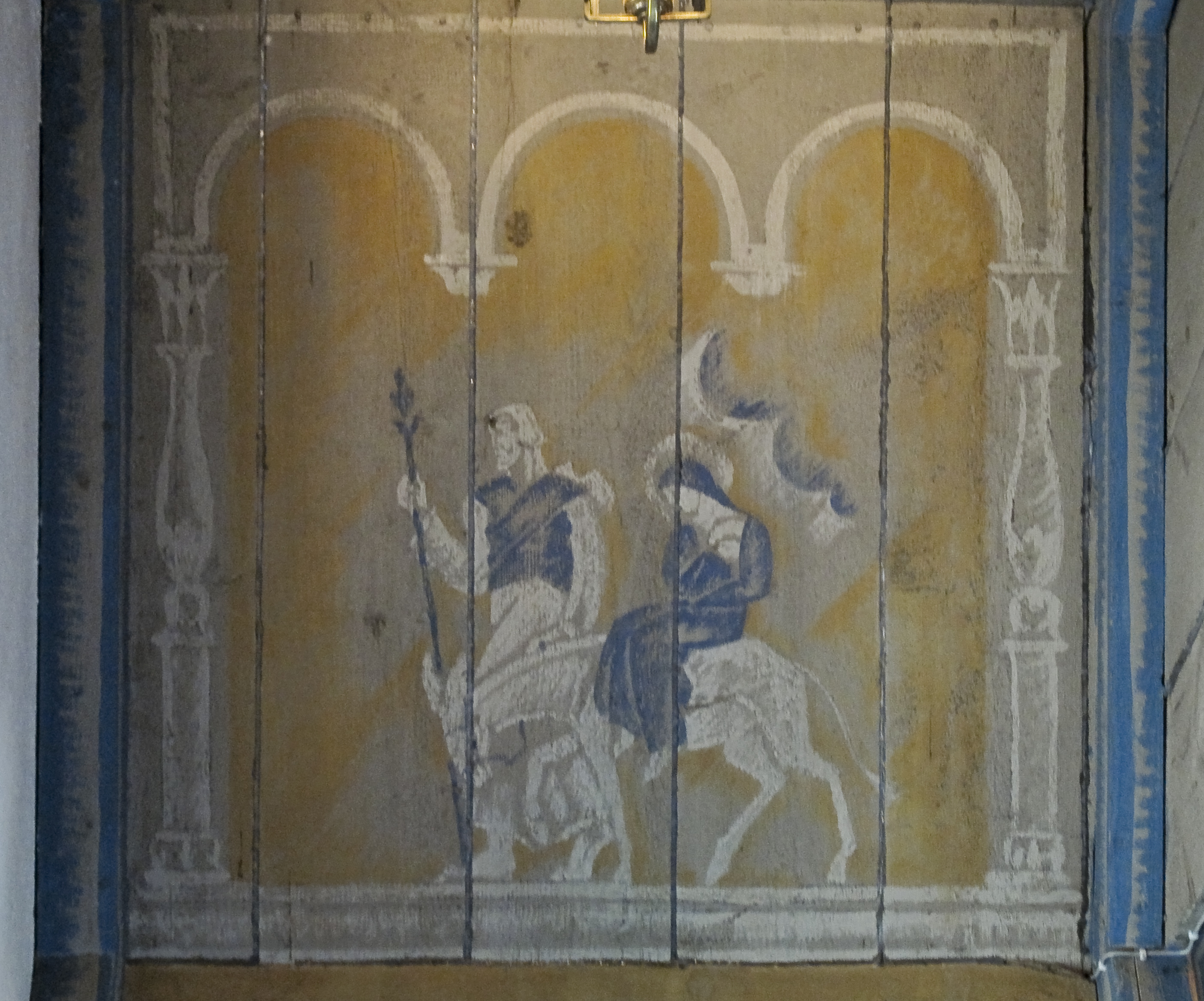
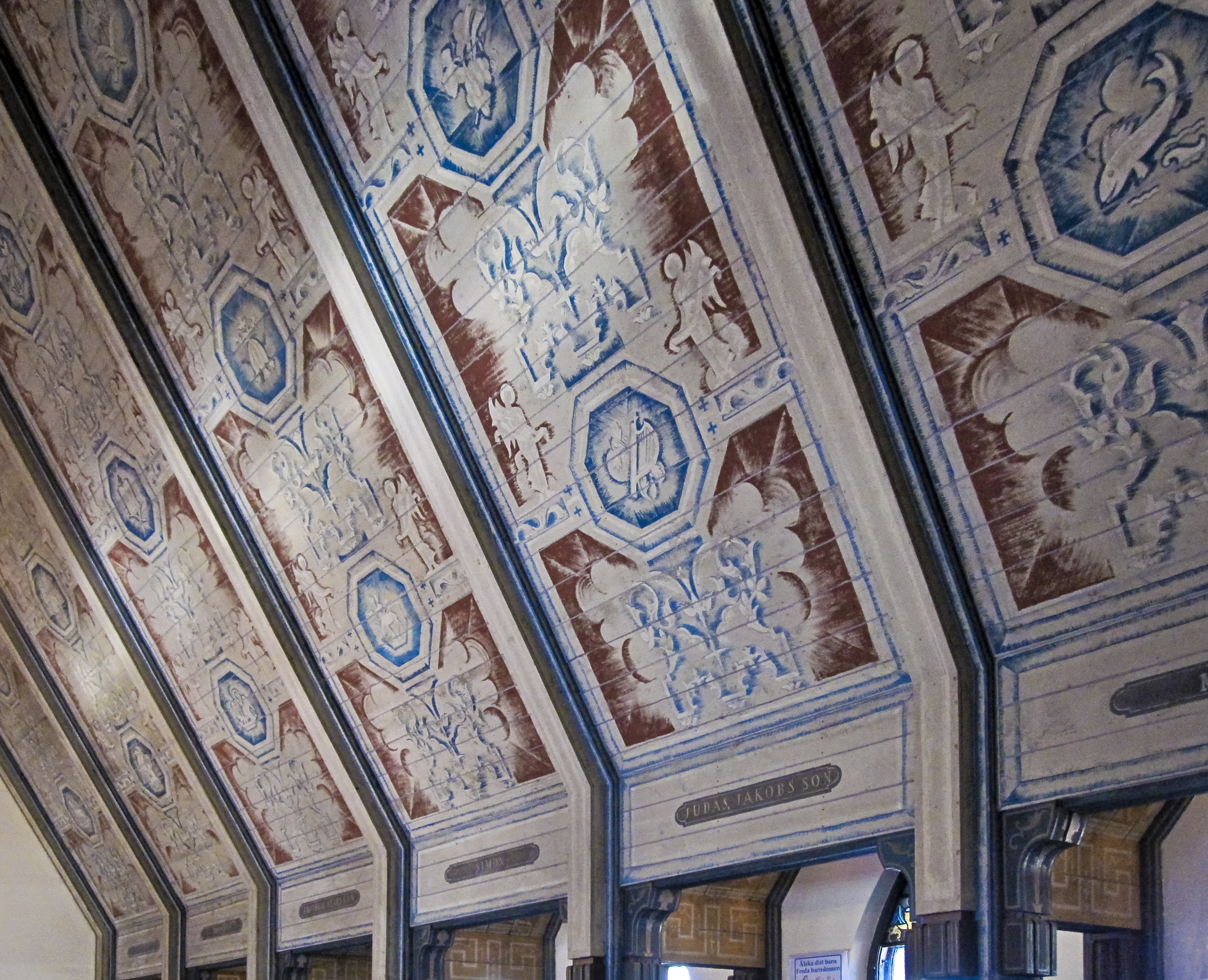
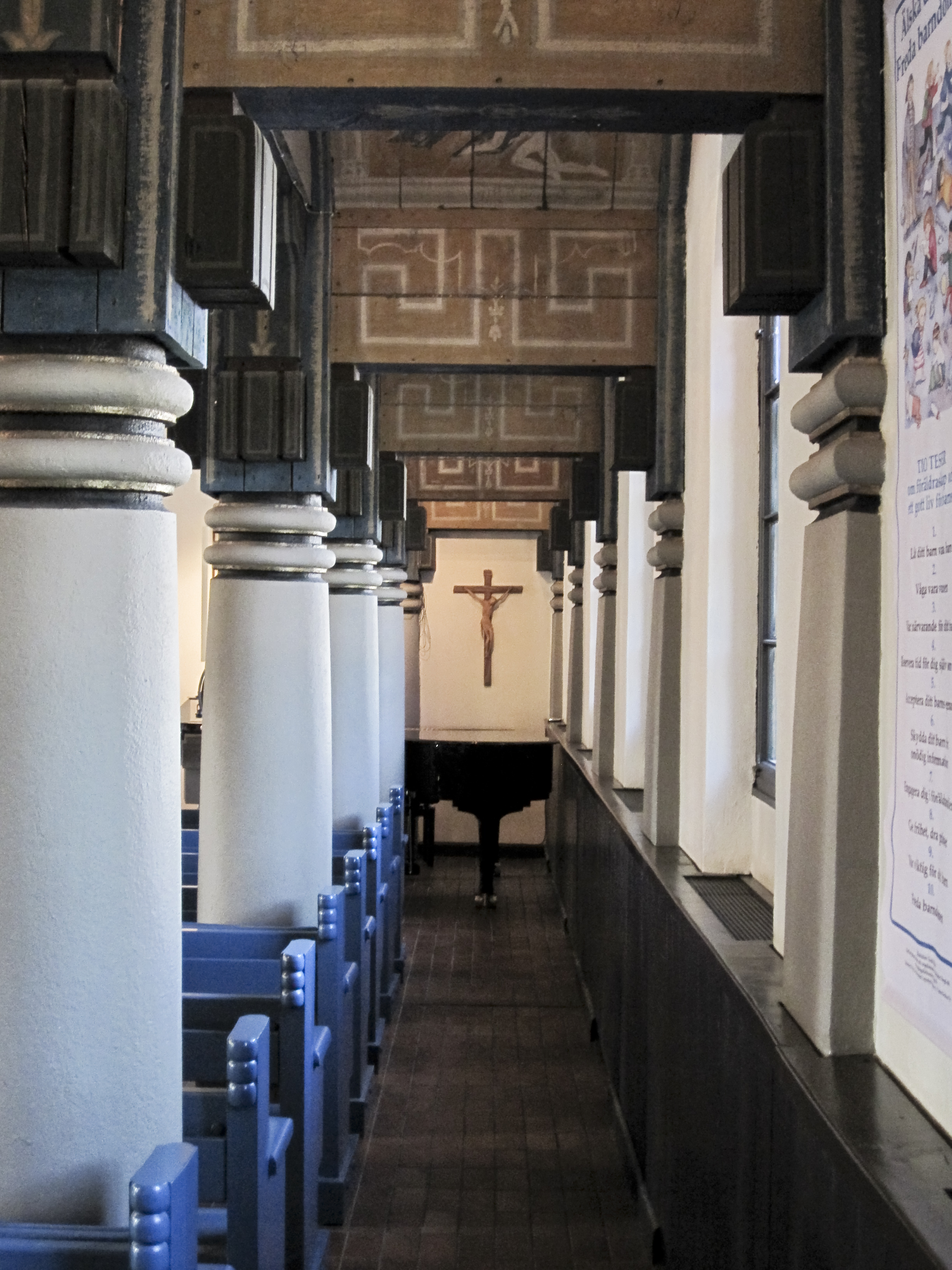
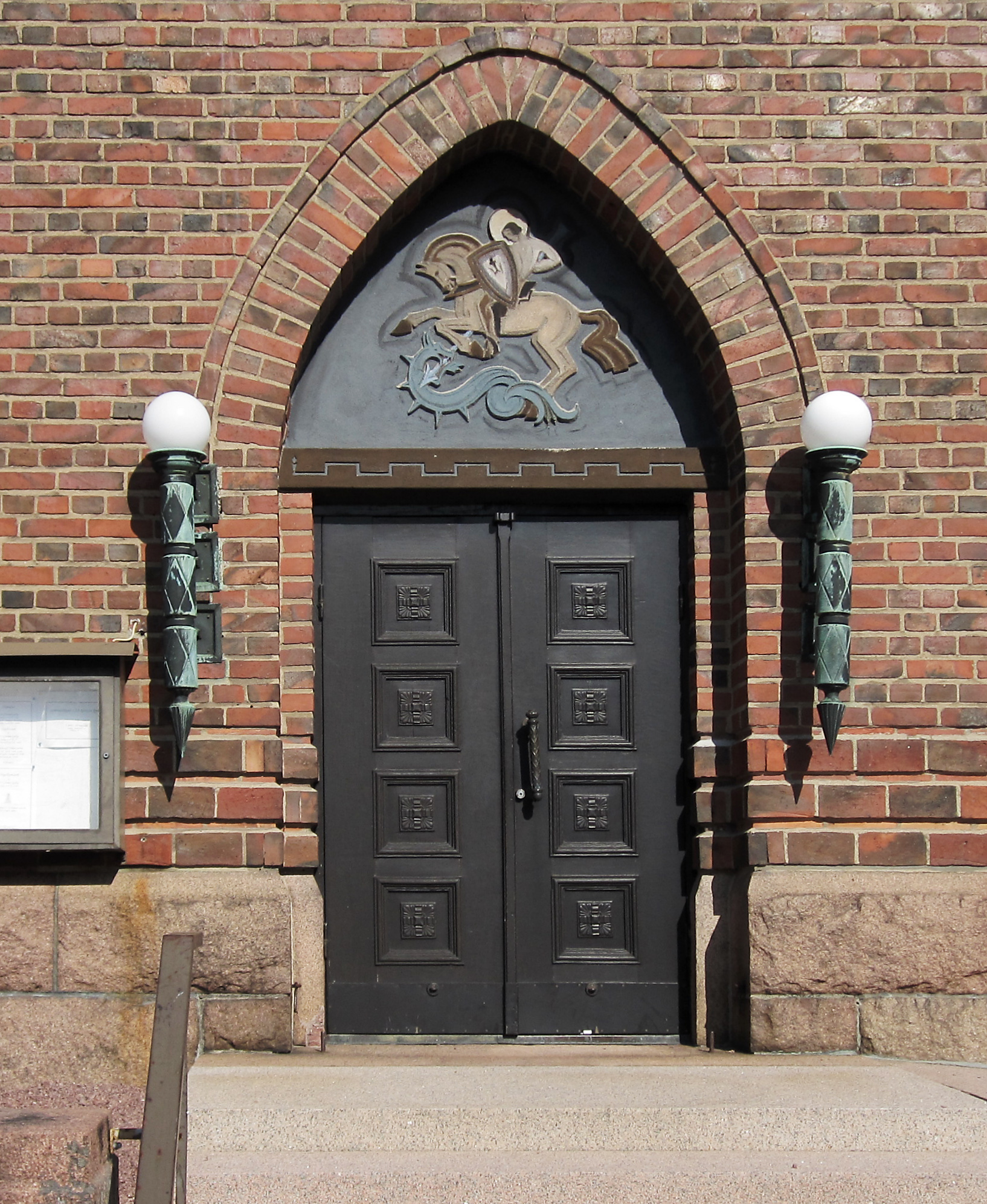
L'entrée.
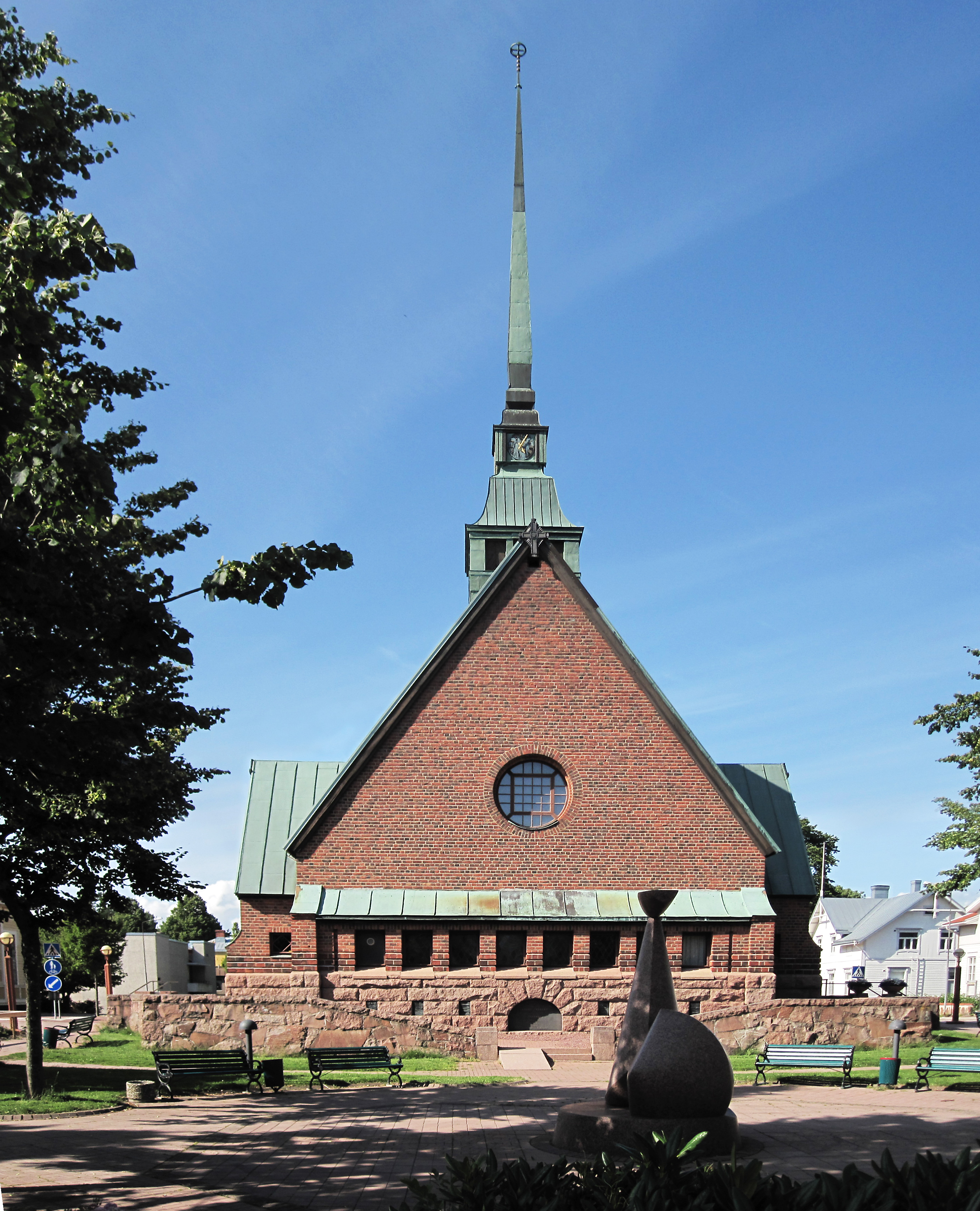